# Oakley (Idaho)
Pour les articles homonymes, voir Oakley.
Oakley est une ville américaine située dans le comté de Cassia en Idaho.
Selon le recensement de 2010, Oakley compte 763 habitants. La municipalité s'étend sur 4,59 milles carrés (11,89 km2).